# Енді Кауфман
Ендрю Джеффрі Кауфман (англ. Andrew Geoffrey Kaufman; 17 січня 1949, Нью-Йорк, Нью-Йорк, США — 16 травня 1984, Лос-Анджелес, США) — американський шоумен, актор та артист ревю.

## Біографія
Енді Кауфман народився 17 січня 1949 року в Нью-Йорку. Перший свій виступ для своєї родини він влаштував у віці вісьми років. З дванадцяти років він почав розважати дітей на вечірках, з чотирнадцяти вже отримував за це гроші. Кауфман виступав на Бродвеї, знімався в кіно, брав участь у телевізійних шоу, а в 1979 році влаштував бенефіс у Карнегі-хол.
Хоча Енді часто називали коміком, сам Кауфман ніколи себе таким не вважав. Він відмовлявся виступати з жартами або брати участь в комедіях, принаймні традиційним способом. Навпаки, Кауфман вважав себе антикоміком, або артистом абсурду, і називав себе «артистом, який танцює та співає».

## Образи
Іноземець — один з перших персонажів, з яким Енді з'явився на публіці. Родом він був з маленького острова у Каспійському морі і нібито жив там доти, доки в один прекрасний день цей острів не потонув. Тоді бідоласі довелося перебратися до Америки. Цей дивний, скутий тип своїми дурними та абсолютно безглуздими спробами жартувати викликав у публіки щире почуття жалю. Пізніше з Іноземцем довелося розлучитися — цей характер Енді використовував для виконання ролі Латки Гравеса в комедійному телесеріалі «Таксі».
Елвіс — Кауфман був першим, хто пародіював Елвіса Преслі. Публіка шаленіла від захвату — настільки точно Енді передавав найхарактерніші рухи та інтонації Преслі (не володіючи при цьому якимись особливими вокальними даними).
Тоні Кліфтон — це найвідоміший персонаж Енді. Найвідоміший хоча б тому, що до кінця життя Кауфман стверджував, що він і Кліфтон — дві зовсім інші людини. Більше того, багато хто вірив, що Енді Кауфман і Тоні Кліфтон мали неподібні обличчя. І це багато в чому було правдою.
Кліфтон був повною протилежністю до Іноземця, та й самого Кауфмана. Тупий, бездушний, самовпевнений тип у величезних чорних окулярах, з випнутою нижньою губою та солідним черевом. Він легко може нагрубити будь-якому глядачеві. Він доводить публіку до того, що в нього хочеться чим-небудь жбурнути, покалічити або навіть убити. Виступ був спрямований не на розвагу, а на провокацію, Кауфман домагався того, щоб його не просто «заплескали», а в буквальному сенсі викинули зі сцени.
Енді говорив, що зустрів Тоні, який виступав по нічних клубах, на початку сімдесятих. В 77-му Кауфман вперше «попросив» Тоні відкрити його виступ, а в 78-м — офіційно «найняв» Кліфтона для того, щоб той починав його виступи в клубах і концертних залах.
Коли Енді підписав контракт про зйомки в «Таксі», він прилаштував на роботу і свого «компаньйона» — Тоні Кліфтонові були гарантовані як мінімум дві серії з його участю. Втім, Кліфтон так і не з'явився ні в одній серії, оскільки його звільнили ще до зйомок — за непрофесійну поведінку. Кліфтон заявив: «Якби вони не викинули мене, я став би зіркою!» Енді з великим співчуттям ставився до Тоні, в якійсь мірі визнаючи свою провину перед ним: «Усі думали, що він — це я. І це завадило його кар'єрі».

## Реслінг
Кауфман зробив кар'єру як професійний борець. При цьому не зображував борця на своїх виставах — він дійсно виходив на ринг. У його «спортивній кар'єрі» була лише одна незвичайна деталь. Енді Кауфман боровся лише з жінками. Вперше він спробував себе на цьому терені у 1977 році. Енді оголосив аудиторії, що готовий заплатити 500 доларів будь-якій жінці, яка покладе його на лопатки: «Пані та панове, сьогодні я прийшов боротися. Це не комедія, це не розіграш, зрозуміло?! Все по-справжньому! Я тут, щоб боротися з жінками!».

## Смерть
Обстеження, проведене наприкінці 1983 року, показало, що у Кауфмана рак леге́нів. Більше того, хвороба була вже в тій стадії, коли операція виявилася неможливою. Лікарі передбачали, що Енді залишилося жити менше трьох місяців. Він прожив п'ять.
Кауфман не здавався до самого кінця. Він відвідував лікарів, ходив на процедури — і при цьому продовжував працювати. У пошуках дива він навіть літав на Філіппіни, до цілителя Джуна Джаба, який нібито робив операції лише за допомогою рук, не використовуючи жодних інструментів. Енді майже перестав спати, а якщо і спав — то з відкритими очима. Коли він помер (це сталося ввечері 16 травня 1984), медсестра спробувала закрити йому очі, але у неї нічого не вийшло.

## Фільмографія
| Рік  | Назва фільму              | Оригінальна назва             | Роль                      |
| ---- | ------------------------- | ----------------------------- | ------------------------- |
| 1976 | Бог велів мені            | God Told Me To                | офіцер поліції            |
| 1977 | Не йти                    | Stick Around                  | Енді, робот               |
| 1978 | Таксі                     | Taxi                          | Латка Гравас, Вік Фераррі |
| 1980 | Ми віримо в бога          | In God We Tru$t               | Армагеддон Т.             |
| 1981 | Серцеві сигнали           | Heartbeeps                    | Вал                       |
| 1982 | Фантастичне шоу міс Піггі | The Fantastic Miss Piggy Show | Тоні Кліфтон              |